# Golf
Il golf è uno sport di precisione che si pratica in un campo aperto ossia prato appositamente attrezzato, per mezzo di una palla e una serie di ferri e legni. Sebbene da alcuni sia ritenuto uno sport di origine olandese, il paese in cui godette per primo di enorme popolarità e grande tradizione fu la Scozia, dov'è sport nazionale.
Il gioco consiste nel colpire una pallina (nota come palla da golf) lungo un apposito percorso, da una piazzola di partenza (il tee), fino alla buca sistemata in una zona d'arrivo (il green), mediante una successione di colpi conformi alle regole, tipicamente su più buche da conquistare lungo il percorso. Allo scopo viene utilizzato un certo numero di bastoni da golf, di forma, peso e dimensioni diverse. La vittoria va al golfista che termina le buche stabilite (generalmente 18) con il minor numero di colpi (gara a colpi o stroke play), oppure a quello che abbia vinto il maggior numero di buche (gara a buche o match play).
Popolarissimo soprattutto negli Stati Uniti, Giappone e in Inghilterra, fece parte del programma olimpico nel 1900 e 1904; dopo diversi incontri fra i massimi esponenti dei tornei europei e americani con il Comitato Olimpico per un possibile ritorno del golf all'edizione 2016 dei giochi, il 9 ottobre 2009 il Comitato Olimpico Internazionale stabilì il rientro di tale gioco nel programma olimpico.
Questo sport detiene il primato mondiale, tra tutti gli sport nel mondo, per numero di giocatori praticanti regolarmente iscritti ai relativi sodalizi sportivi: 70.000.000 di giocatori.

## Storia

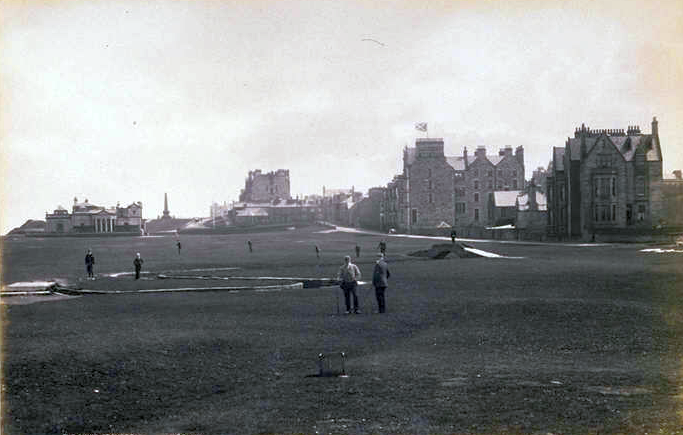
St Andrews nel 1891.

All'epoca dei Romani era già in voga un gioco simile, che potrebbe esserne considerato l'antenato:  si chiamava "Paganica", si giocava in campagna (il pagus, appunto) con bastoni e palle e veniva diffusamente praticato anche dai legionari nelle terre di confine dell'impero.
Comunemente, tuttavia, si ritiene che il golf sia originario della Scozia, da dove si è poi diffuso nelle isole britanniche e di lì nel resto del mondo.
Alcuni appassionati e storici citano, di contro, l'esistenza di documenti olandesi scritti la cui evidenza appare incontrovertibile: Steven van Hengel, storico, testimonia la pratica di un gioco chiamato golf nei Paesi Bassi già dal 1297. Nei Paesi Bassi c'era poi un altro gioco, denominato "kolven", dove bisognava colpire, con un bastone solo un po' più grande di quelli usati oggi, una palla del peso di circa un chilo per farle raggiungere, il più in fretta possibile, due pioli conficcati a terra.
Ora, è difficile dirimere la diatriba tra Scozia e Olanda; quel che è certo è che il gioco praticato dagli olandesi risulta ben documentato, sia da editti cittadini, che concedevano terreni per percorsi di golf, sia da sentenze di tribunali, che punirono con ammende i golfisti ante litteram, che avevano causato danni e disturbata la quiete, arrivando a giocare entro le mura delle città.
Vi è da dire tuttavia che, sul finire del XIII secolo, l'alfabetizzazione non era diffusa in Europa ed in particolare in Scozia. Questo potrebbe spiegare l'assenza di documenti scritti, in quanto è possibile che nessuno ritenesse necessario trascrivere riferimenti ad un passatempo praticato da pochi. La polemica su chi ha inventato il golf è esistita ed esisterà sempre. Alcuni accusano gli Scozzesi di aver falsato deliberatamente a proprio favore, per ragioni di patriottismo, l'origine di questo sport.
Illustri storici affermarono che il golf fu inventato dopo la fondazione dell'Università di Saint Andrews, nel 1413, ma a sostegno di tale affermazione, non portarono alcuna prova  mentre esistono prove che a quel tempo il golf era praticato in Scozia da più di un secolo.

Campo da golf nel Lido di Venezia, anni '30.

Insomma, quel che di certo si può documentare è che nel XIV secolo i traffici commerciali tra l'Olanda e la costa orientale della Scozia erano diffusissimi e fiorenti, quindi qualora un gioco un po' stravagante avesse preso piede in Scozia come in Olanda, la notizia avrebbe impiegato assai poco tempo a diffondersi in entrambe le direzioni attraverso il Mare del Nord.
Altro fatto certo fu l'importazione in Scozia di palline provenienti dall'Olanda ed il traffico in senso contrario di cleek scozzesi.
In conclusione si può affermare che ci sono alte probabilità che il golf abbia avuto origine in Olanda. È inoltre documentato che quando il golf si diffuse in Scozia, il gioco in Olanda non era più praticato. Le prime regole del golf furono codificate dai responsabili della Honourable Company of Edinburgh Golfers.
In Italia il golf è stato introdotto nel Settecento, dal conte di Albany, a Roma, a Villa Borghese, mentre successivamente un campo fu aperto, sempre a Roma, a Villa Doria Pamphili. Il primo campo da golf "moderno" fu tuttavia il Florence Golf Club, fondato a Firenze dalla sua forte comunità inglese nel 1889.
La pratica del golf in Italia è disciplinata dalla Federazione Italiana Golf (FIG), fondata a Milano nel 1927 e ora inquadrata tra le federazioni sportive del CONI, che ha sede a Roma e disciplina l'attività degli affiliati. I campionati nazionali ufficiali hanno avuto inizio nel 1929.

## Regole

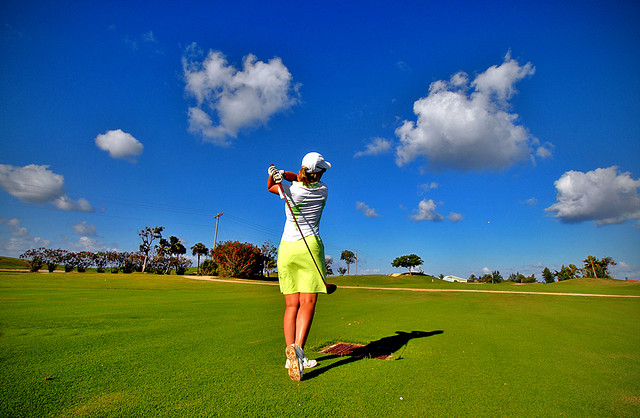
Una giocatrice in posizione di "finish" dopo uno swing col Driver.

Il golf è uno sport disciplinato da numerose regole, apparentemente complicate: dovendo prevedere varie situazioni di gioco, su cui influiscono morfologia dei campi, situazioni ambientali, materiali a disposizione, tipi di competizione, le regole del golf sono aggiornate e pubblicate con cadenza quadriennale in collaborazione fra i due enti preposti (Governing Body): per l'Europa è The R&A (fino al 2003 era il Royal & Ancient Golf Club of St. Andrews), in Scozia; per gli Stati Uniti e Messico la United States Golf Association (USGA).
I vantaggi assegnati ai giocatori (i cosiddetti handicap) sono invece gestiti dalle federazioni nazionali con criteri locali.
Si tratta probabilmente dell'unico sport in cui ognuno è arbitro di se stesso e quindi onestà e rispetto devono far parte del bagaglio di ogni golfista.
"Gioca la palla come si trova, gioca il campo come lo trovi e se non puoi fare l'una o l'altra cosa, fa' ciò che è giusto. Ma per fare ciò che è giusto, hai bisogno di conoscere le Regole del Golf". Questo principio di base, sebbene non sia una regola enumerata, si trova dietro la copertina anteriore del libro delle regole del Golf e chiarisce quanto l'importanza di conoscere le regole per un giocatore di golf sia massima, esistono procedure da seguire per non incorrere in penalità o semplicemente per sfruttare a proprio favore determinate situazioni. Ecco perché è richiesto un esame delle regole, da sostenere presso uno dei circoli riconosciuti dalla Federazione.
Durante lo svolgimento delle gare ufficiali, più che dei veri e propri arbitri ci sono degli osservatori. Ogni concorrente è tenuto in pratica ad autocontrollarsi. In caso di controversie ci si appella ad un apposito comitato, il cui scopo principale è quello di far sapere ai giocatori che cosa prevedono le regole nel caso specifico.
La maggior parte delle regole indica come comportarsi nei casi particolari, come per esempio nel caso la palla finisca in un'area di penalità, o finisca fuori dai limiti del campo; ma non mancano regole destinate a scoraggiare il gioco lento, che anzi si vanno man mano inasprendo con l'aumentare del numero di giocatori: ad esempio, giocare una palla "provvisoria" quando è probabile che si sia persa la propria, onde evitare di perdere tempo nella ricerca.
Principalmente si distinguono due tipi di gioco. Nel gioco "a buche" (Match Play), si affrontano due giocatori: si assegna un punto al giocatore che conclude la buca nel minor numero di colpi (tenuto conto dell'handicap e delle penalità) e il vincitore è colui che al termine del percorso ha vinto più buche. Nel gioco "a colpi" (Stroke Play) il vincitore è il concorrente che ha percorso l'intero campo nel minor numero di colpi (sempre tenendo conto dell'handicap e delle penalità).
Ma non è stato sempre così, anzi è molto probabile che i golfisti per almeno 300 anni abbiano giocato praticamente senza regole scritte tanto semplice era il "loro" gioco che si distingueva da altri giochi di "bastoni e palle" solo per il fatto che si dovesse concludere con la palla infilata dentro una buca.
L'introduzione delle regole scritte portò un minimo di ordine ma di certo tali regole furono mutuate da altre tra cui con ogni probabilità vi furono quelle di un gioco francese detto jeu de mail.

### Regole di base
(Regola n° 1)

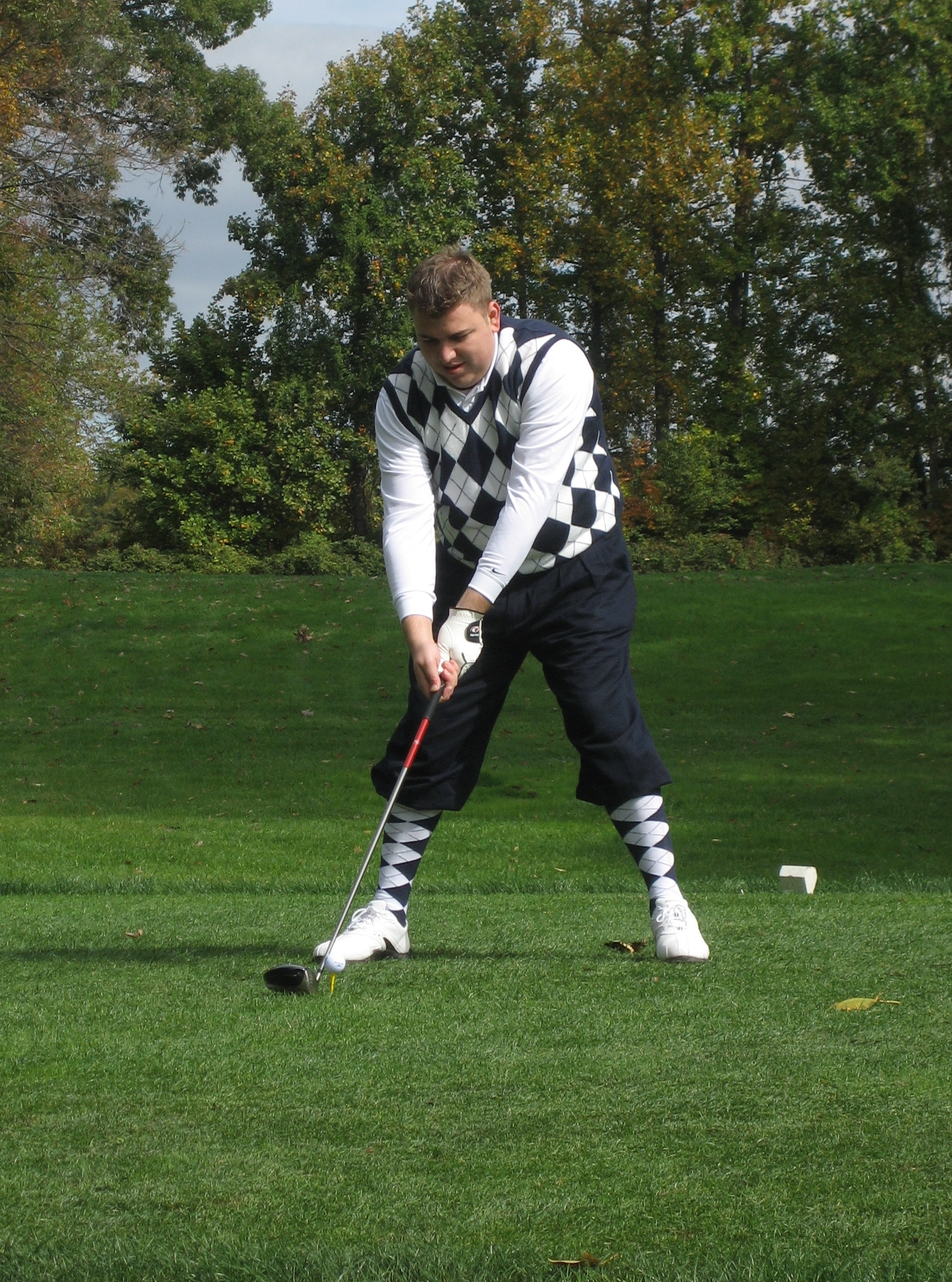
Un golfista sul tee di partenza

All'inizio di ogni buca la palla va colpita su un'area di partenza prestabilita, detta tee di Partenza. Quando si gioca in gruppo, si dice che il giocatore avente il diritto di partire per primo (quello indicato dal comitato oppure per sorteggio) ha l'"onore". In ogni buca successiva, ha l'onore colui che conclude la buca precedente con il punteggio minore; in caso di parità, si mantiene l'ordine dell'ultima buca giocata. Per ogni colpo successivo, la palla dovrebbe essere colpita nel punto in cui si è fermata, fino a quando finisce in buca. In diversi casi previsti dalle regole, essa può essere però spostata prima di effettuare un colpo: questo può avvenire senza penalità o con uno o due colpi di penalità.
Spostare una palla da golf da una posizione non utile al proseguimento del gioco si dice nel linguaggio specialistico fare un drop o, in alcuni casi, piazzarla in un punto stabilito dalle regole. Non si può colpire la palla mentre è ancora in movimento per il colpo precedente. Solo per il primo colpo di ogni buca è consentito usare un supporto chiamato anch'esso tee, che serve a sollevare lievemente la palla da terra.
Se la palla non viene ritrovata entro il tempo stabilito dal regolamento (tre minuti), quindi dichiarata "persa", oppure se essa esce dai confini del campo (Fuori Limite) il giocatore viene penalizzato di un colpo e riprende il gioco con una nuova palla dal punto in cui aveva tirato precedentemente. Se la palla finisce in acqua, più precisamente in quello che viene definito "Area di penalità", si agisce in base a regole più complesse che prevedono, in alternativa al giocare la palla dov'è con restrizioni al comportamento, di permettere al giocatore di droppare una nuova palla in specifici punti del campo aggiungendo un colpo di penalità al numero di colpi effettuati.

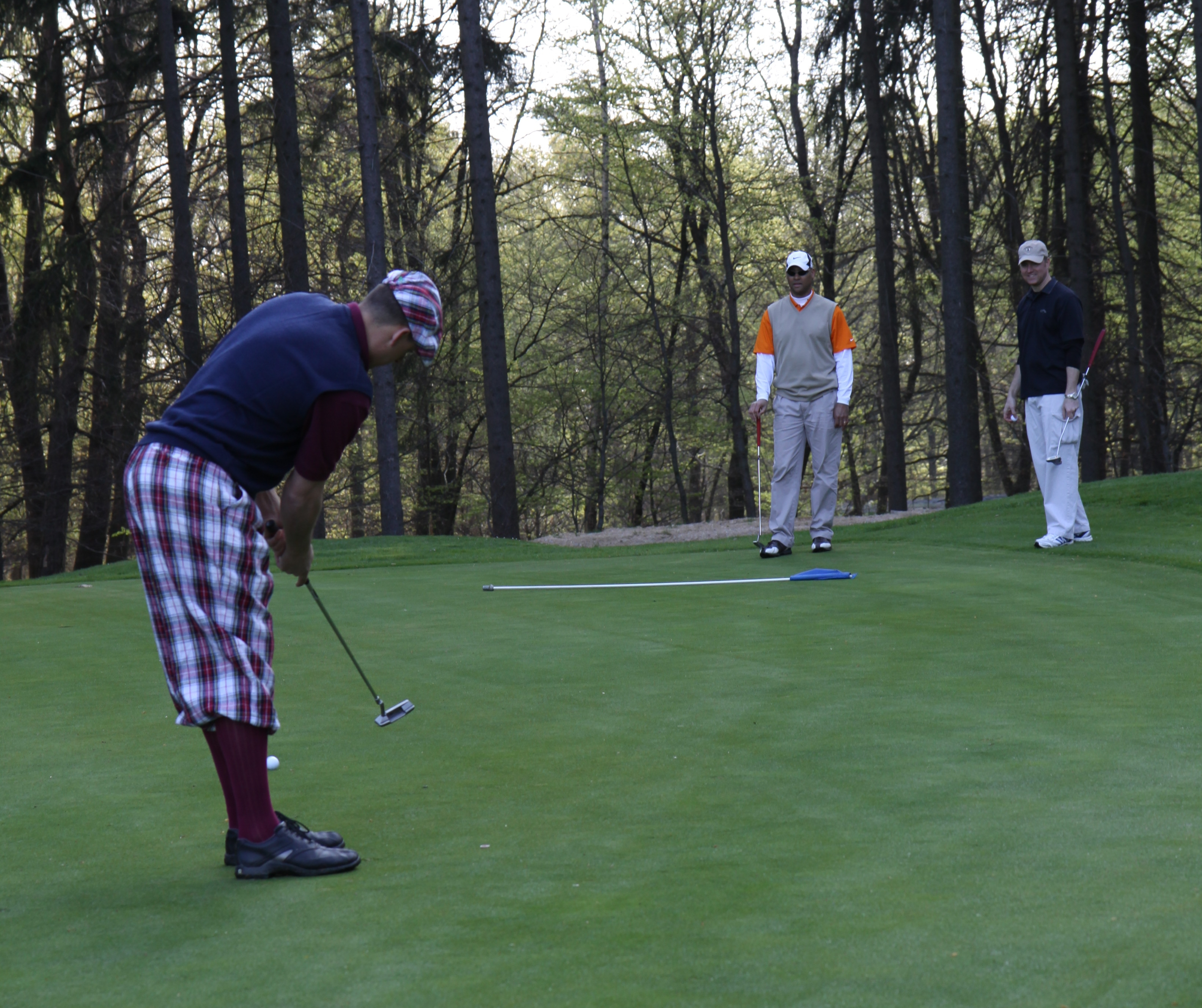
Giocatori attendono che l'avversario abbia concluso il suo colpo.

Oltre alle Regole del Golf, si deve tener presente che esiste un corpo di Decisioni sulle regole del golf che viene pubblicato ogni biennio a cura di The Royal and Ancient Golf Club of St Andrews e dalla US Golf Association. Si tratta di una molto ampia raccolta di situazioni o quesiti particolari, che si possono presentare durante il gioco, non completamente chiari alla luce delle sole Regole del Golf. Queste ultime sono quelle che vengono immediatamente incontro ai problemi di gioco ma, in seconda istanza, qualora non si riesca ad addivenire all'esatta applicazione della regola al particolare caso, sono le Decisioni che vengono in soccorso.

### Etichetta
Il gioco del golf prevede un comportamento rispettoso degli altri giocatori durante il corso dell'intera partita, in accordo con alcune regole di etichetta illustrate insieme alle regole sportive. Una grave infrazione dell'etichetta può comportare addirittura la squalifica, a discrezione del comitato. Queste regole comprendono ad esempio il massimo silenzio ogni volta che qualunque giocatore si accinge ad effettuare il tiro, durante il quale i compagni di gioco dovrebbero restare fuori dal campo visivo di chi tira. Altre norme includono l'attenzione a non proiettare ombre sulla linea di tiro di un giocatore sul green, riparare i danni fatti al campo (come zolle alzate o buchi formati dall'atterraggio della palla sul green) e cercare di non mettere alcuna pressione sui giocatori che precedono evitando di tirare quand'essi sono ancora all'interno della propria portata di tiro.

## Il campo
Il golf è uno dei pochi sport a non avere un campo di gioco standardizzato: ogni campo nel mondo è diverso nelle sue caratteristiche anche se alcuni elementi si trovano ovunque. Un campo da golf può essere situato su grandi aree in pianura, in collina, in montagna o in qualsiasi luogo dove vi siano ampi spazi verdi, e comprende generalmente uno o più percorsi di 9 o 18 buche, ciascuna con il suo tee posto ad una distanza che varia di solito tra 100 e 550 metri dalla buca. Il percorso è composto da tutta l'area di gioco (ostacoli naturali inclusi) a esclusione della zona di partenza e di quella della buca. L'area di partenza (o tee), di solito pianeggiante e con l'erba ben rasata, corrisponde al punto di inizio di ogni singola buca. Il percorso che va dal tee alla buca è contraddistinto da varie tipologie di superfici, come il fairway (dall'inglese "la via buona") che è una striscia di prato rasato fiancheggiata ai lati da fasce di erba gradatamente più alta, anche non tagliata, ossia il rough (dall'inglese "cattivo", "ruvido" o anche "non buono"); inoltre vi possono essere ostacoli di vario tipo per rendere più difficile raggiungere la buca: alberi, fosse riempite di sabbia (Bunkers), avvallamenti, torrenti, specchi d'acqua naturali o artificiali. La buca è contrassegnata da una bandierina, per essere facilmente individuabile da lontano, e circondata da una zona più o meno ampia di prato particolarmente liscio e curato con erba tagliata molto corta (Green).

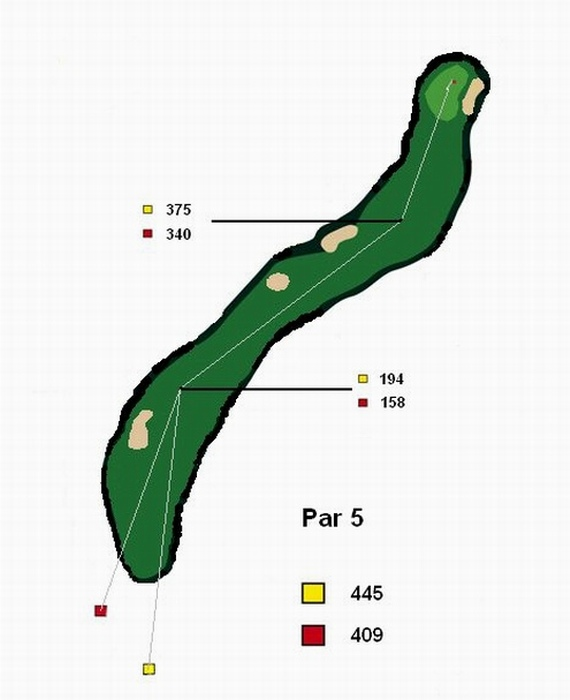
Un esempio di buca par 5.

Ad ogni buca è assegnato un "numero di colpi previsto" chiamato par: si tratta del numero di colpi che un giocatore scratch, ossia un giocatore ad handicap 0, dovrebbe impiegare per terminare la buca. Questo numero dipende dalla lunghezza della buca (vale a dire la distanza dal punto di partenza alla buca) e va generalmente da 3 a 5. Quindi a seconda del suo valore si parla di buche "par 3", "par 4" o "par 5". La somma dei par delle diverse buche rappresenta il par del campo: per un percorso di 18 buche esso varia normalmente da 60 a 73, ma i più diffusi sono i par 72.
Il par 3
è una buca relativamente corta (dai 90 ai 210 metri circa) dove il golfista in teoria dovrebbe raggiungere il green con un colpo solo (green in regulation), per poi far entrare la pallina in buca con due putt (colpi in cui la pallina rotola solamente, senza essere alzata).
Il par 4
è una buca di lunghezza media (dai 210 ai 420 metri circa) dove il golfista solitamente con il primo colpo non riesce ad arrivare al green in quanto questo è troppo lontano dalla portata massima di tiro (che è in media sui 200 metri, mentre i professionisti passano spesso i 250/270 metri), allora la pallina nel primo colpo deve solo cercare di avvicinarsi il più possibile alla buca, finendo possibilmente in fairway per un secondo colpo più facile, dove si può arrivare al green se si ha coperto una buona distanza. Alcuni giocatori molto potenti possono anche arrivare con un colpo solo al green nei par 4 più corti anche se questo è molto raro.
Il par 5
è una buca relativamente lunga (dai 420 fino a 550 metri circa), dove il green solitamente è fuori portata sia al primo colpo che al secondo, quindi per il primo colpo bisogna limitarsi a mirare al fairway e coprire la maggior distanza possibile e questo vale anche per il secondo colpo, che, se tirato relativamente lontano insieme al primo, nei par 5 più corti può arrivare addirittura in green, benché per questo tipo di buca siano previsti tre colpi per raggiungere il terreno che circonda la buca.
Il par 6
In casi più unici che rari è possibile trovare una buca par 6. Secondo il regolamento dell'USGA i par 6 devono essere lunghi più di 630 metri e per quanto riguarda invece il possibile volo di palla la lunghezza effettiva di un par 6 non deve essere inferiore ai 411 metri. La Buca 4 del percorso St Andrew Hill sull'Asian Tour del 2005 si trattava di un par 6 di circa 803 metri.
Il par 7
Esistono buche lunghe più di 800 metri classificate come par 7. La buca più lunga del mondo è un par 7 di 1004 metri, al Gunsan Country Club in Corea del Sud.
Si dice che la buca è stata giocata in par quando il giocatore impiega esattamente il numero di colpi previsto. Quando invece impiega dei colpi in più o in meno si usano i seguenti termini:
- -6: phoenix (fenice, mai realizzato, possibile solo con un Hole in One in un par 7);
- -5: ostrich (struzzo, mai realizzato, Hole in One in un par 6);
- -4: condor (condor, rarissimo, Hole in One in un par 5);
- -3: albatross (albatro, raro, Hole in One in un par 4);
- -2: eagle (aquila, Hole in One in un par 3);
- -1: birdie (uccellino);
- ±0: par;
- +1: bogey;
- +2: doppio bogey;
- +3: triplo bogey;
- +4: 4 sopra il par o, raramente, quadruplo bogey. E così via.

I tornei dei professionisti si svolgono di solito sulla distanza di quattro giri del campo da 18 buche, ossia 72 buche complessive e solitamente dopo 2 "giri" avviene l'eliminazione di una parte dei concorrenti ("taglio"). I giocatori vengono suddivisi in gruppi di due o tre, che eseguono i loro colpi a turno, alternando alla partenza il giocatore che ha fatto il miglior risultato nella buca precedente; i gruppi iniziano il percorso uno dopo l'altro, separati da alcuni minuti per permettere alla partenza successiva di non farli raggiungere con il loro primo colpo. La classifica viene compilata indicando sia il numero dei colpi totali che quelli sotto il par (numeri negativi, esempio (par 72): 71 e -1, 70 e -2 e 69 e -3) o sopra (numeri positivi, esempio (par 72): 73 e +1, 74 e +2, 75 e +3). Vince, ovviamente, chi totalizza il punteggio più basso (numeri negativi); in caso di parità si disputano una o più buche di spareggio ad oltranza, applicando la regola detta della "morte improvvisa" (in inglese = sudden death). Sia per i professionisti sia per i dilettanti esistono comunque numerosi tipi di partite di golf.

## I bastoni

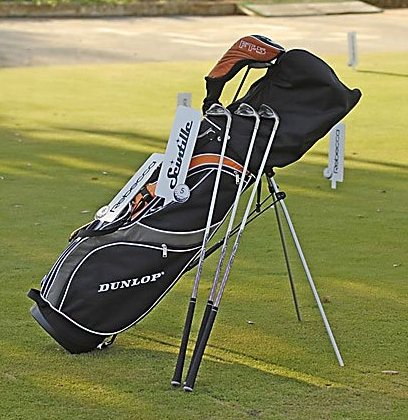
Sacca e bastoni da golf

Il bastone da golf ha forma simile a una "L" e si compone di una sottile canna (shaft) di lunghezza variabile, circa un metro (il segmento lungo della L), che viene impugnata in cima (sul grip) con entrambe le mani, e di una testa larga alcuni centimetri (il segmento corto), che è la parte che colpisce la palla. In particolare, secondo le regole, la testa è l'unica parte del bastone con cui si possa colpire la palla.
I bastoni differiscono tra loro per lunghezza, inclinazione (loft) della testa, o, meglio, della faccia destinata a colpire la palla, rispetto al piano verticale e si possono catalogare in tre categorie principali: i "legni", i "ferri", i putter ed una intermedia: gli "ibridi" o utility (anche se alcuni puristi tengono alla differenza fra "bastone ibrido" e "ferro utility").

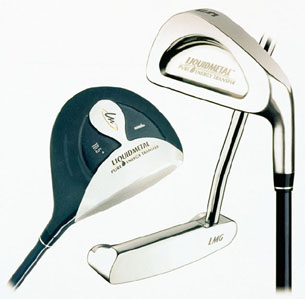
Da sinistra: un legno, un putter e un ferro

I "legni'", il cui nome deriva dal materiale in cui erano di solito costruiti in passato, sono i bastoni più lunghi e con la faccia meno inclinata: servono a coprire le distanze maggiori, a scapito della precisione. Di essi, quello che copre la maggior distanza è detto driver.
I "ferri", di lunghezza decrescente e inclinazione della faccia crescente: i ferri più lunghi con faccia meno inclinata permettono distanze maggiori, mentre i ferri più corti garantiscono maggior precisione; il sand wedge è un ferro particolare adatto ad essere utilizzato sulla sabbia soffice: la sua conformazione ne limita l'affondamento sotto la sabbia.
Il putter è il bastone che viene utilizzato sul green per far rotolare la palla verso la buca. In genere i legni e i ferri sono identificati da numeri crescenti, oppure dall'angolo della faccia.
La scelta di quale bastone utilizzare dipende dalla distanza che si intende coprire con la palla e dalla precisione che si richiede. Ogni giocatore sa, o dovrebbe sapere, quale distanza è in grado di coprire con i bastoni che utilizza: indicativamente un giocatore maschio medio copre 200-220 metri con il legno più lungo, detto driver, e distanze decrescenti con gli altri bastoni (140–150 m con il ferro 5, 100–110 m con il ferro 9, 70 m con il sand wedge).
Tutti i bastoni devono essere omologati dal governing body, pena la loro inutilizzabilità. In un giro convenzionale il giocatore può portare un massimo di quattordici bastoni.

## Competizioni

### Golf professionistico
Sebbene molti professionisti si limitino a dare lezioni presso i club locali e a gareggiare in eventi circoscritti, i migliori della categoria competono internazionalmente in vari tour. Questi sono organizzati da varie federazioni note con il nome di PGA (Professional Golfers' Association), fra le quali quella americana che organizza il PGA Tour e quella europea che organizza lo European Tour. I tornei più prestigiosi sono per tradizione i quattro Major che si svolgono a cadenza annuale da aprile ad agosto.

### Golf dilettantistico
Il golf si distingue da altri sport anche per quanto riguarda la competizione a livello dilettantistico. Infatti, chiunque sia abilitato all'uso del campo (in genere i giocatori che possiedono un handicap), può iscriversi a gare aperte solo ai dilettanti ed organizzate dai vari club sui propri campi da gioco. Queste competizioni, generalmente giocate con formula Stableford (dal nome del suo inventore), che in sostanza permette di non concludere una o più buche senza essere particolarmente penalizzati al contrario della formula Medal adottata dai professionisti dove si deve segnare il punteggio di ogni buca pena la squalifica, sono ormai molto sviluppate ed hanno cadenza anche giornaliera, più spesso però vengono organizzate di sabato e domenica. Tramite queste gare si ha l'occasione di giocare dovendo seguire le stesse regole che governano i grandi tornei dei professionisti, nonché la possibilità di vincere vari premi o abbassare il proprio livello di handicap, divenendo così ufficialmente giocatori più bravi. All'interno dei singoli club non mancano poi campionati sociali. Esistono anche veri e propri tornei per dilettanti, itineranti in vari campi a livello nazionale o internazionale, alla fine dei quali spesso è previsto un premio relativamente prestigioso, sebbene la Federgolf (la Federazione Italiana di questo sport) non permetta ad un dilettante la vincita di un premio di valore superiore a 700 €.

## Rischi correlati al gioco
Nonostante a prima vista questo sport possa sembrare totalmente innocuo, poiché non prevede alcun tipo di contatto fisico, presenta in realtà diversi aspetti di pericolosità. Sono infatti avvenute in passato molte morti sui campi da golf per via dei fulmini; il singolo giocatore è comunque autorizzato a sospendere il proprio gioco se crede che vi sia pericolo di fulmini, senza incorrere in alcuna penalità. I moderni sistemi di previsione e monitoraggio delle condizioni del tempo permettono di prevedere con buon anticipo la presenza di temporali nelle vicinanze. Attualmente nei campi da golf viene monitorata anche la carica elettrica presente nell'aria. Ciò permette, nel caso venga superata la soglia di sicurezza, di avvisare i giocatori in campo tramite l'uso di sirene udibili sul campo stesso e sospendere il gioco. I giocatori presenti in campo al momento del suono delle sirene hanno diritto a completare la buca in corso, ma non possono cominciare una nuova buca, in tal caso potrebbero incorrere in una squalifica.
Inoltre, le palle da golf tirate a notevole velocità possono ferire gravemente altre persone presenti su o nelle vicinanze del campo. Le Regole prevedono che nel caso una palla assuma una traiettoria potenzialmente pericolosa, il golfista che ha tirato debba urlare fore per avvertire gli altri.
Infine, anche incidenti con le golf car, che raggiungono velocità considerevoli rispetto alle pendenze presenti sui campi, avvengono abbastanza frequentemente se non si pone la giusta attenzione.

### Aspetti ambientali
Come le strutture necessarie per la pratica di molti altri sport, i campi da golf alterano il paesaggio, la loro manutenzione consuma molte risorse idriche e riduce la biodiversità, soprattutto a causa della deforestazione. Nonostante ad esempio la Federazione Italiana Golf abbia nel 2012 siglato un accordo con Legambiente, Wwf, Federparchi, Fai e MareVivo in linea col programma internazionale della Golf environment organization (Geo) per la salvaguardia dell'ambiente, sono nati nel mondo alcuni movimenti anti-golf di protesta contro tale sport proprio per motivi ambientali.

## Il golf nei media
- Anime Tutti in campo con Lotti
- Film sul golf